# Be-Bo

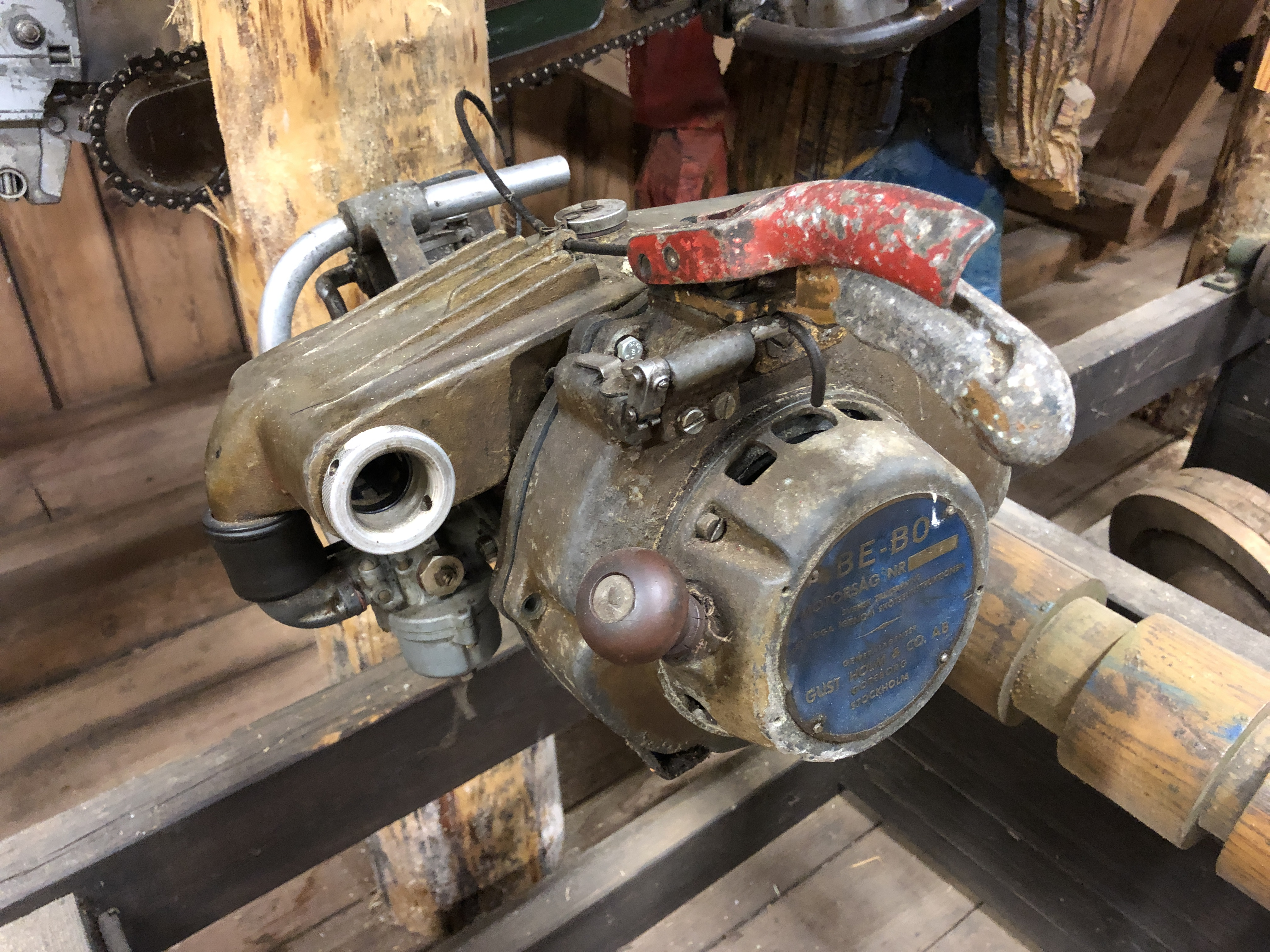
Be-Bo motorsåg

Be-Bo var den första svensktillverkade enmansmotorsågen och tillverkades av AB Bergborrmaskiner i samarbete med Göteborgs Lättmetallgjuteri AB. Den konstruerades av Gustaf Holm & Co AB. Sågen kom ut på marknaden 1949 och vägde 20 kg. Svärdet gick att vinkla för fällning och kapning. Be-Bo blev en stor framgång på den svenska marknaden och när de båda företagen senare gick samman tog de ett namn som syftade på deras lyckade samarbete, kort och gott, AB Partner.